# 301-я стрелковая дивизия (1-го формирования)
301-я стрелковая дивизия (301 сд) — воинское соединение Вооружённых Сил СССР, принимавшее участие в Великой Отечественной войне.

Боевой период — 3 августа — 27 декабря 1941 года.

## История
301 сд была сформирована в конце июля 1941 года в Харьковском военном округе в г. Миргород. По состоянии на 30 июля не были получены карты, средства связи, зенитные средства, не хватало транспортных средств. Уже 3 августа по директиве главнокомандующего войсками Юго-Западного направления С. Будённого она была включена в каневско-черкасскую группу, которая должна была из района Ржищева, Корсуня, Черкасс и Канева нанести удар по Звенигородке, чтобы уничтожить противника, действующего на стыке Юго-Западного и Южного фронтов. В этот же день дивизия выступила в район сосредоточения.
4-6 августа продолжала двигаться маршем к Лепляво, к которой подошла утром 7 числа. На следующий день 26-я армия, в состав которой входила 301 сд, получила приказ изменить направление удара подвижной группы, и вместо наступления на юг, ударить в направлении Ржищева, чтобы уничтожить каневскую группировку немцев. В результате боевых действий за день 97-я стрелковая дивизия с одним полком 301 сд вышла к с. Бобрица, а остальные части 301 сд обороняли восточный берег Днепра на рубеже Янишки — Лепляво.
После неудавшейся попытки 26-й армии разгромить каневско-ржищевскую группу противника, 301 сд до 15 августа занимала оборону на фронте Янишки — Козинцы — Лепляво. 15 числа дивизия получила приказ, сдав позиции другим частям, передислоцироваться к северу на участок Гусеницы — Андруши.

### На оборонительном рубеже
Из приказа начальника тыла 26-й армии № 09 от 28 августа 1941 года об эшелонировании войскового тыла в обороне:

Для обеспечения частей боеприпасами, горючим и прочим имуществом устанавливается нижеследующее базирование:

а) по боеприпасам:

301-я и 159-я стрелковые дивизии — станция снабжения Яготин, отделение головного артиллерийского склада № 1422 в лесу, восточнее Федоривка.

б) по горюче-смазочным материалам:
Начальнику артиллерийского снабжения армии подавать летучки с боеприпасами …— Сборник боевых документов Великой Отечественной войны. Выпуск 22. (приводится по: Генеральный Штаб. Военно-научное управление Сборник боевых документов Великой Отечественной войны. — Москва: Воениздат, 1954. — Т. 22.)
11 сентября 301 сд сменила части 7-й моторизованной дивизии и заняла оборону на фронте Процев — Рудяков — Яшники — Андруши. Через четыре дня немцам удалось замкнуть кольцо вокруг 5-й, 21-й, 26-й и 37-й армиями, после чего дивизия оказалась в окружении и была уничтожена. 16 сентября дивизия вместе с 850-м стрелковым полком занимала фронт Лукомье — Кононевка — Вильшанка — Хитцы. К 10.00 19 сентября предположительно находилась в м. Переяслав. Официально расформирована 27 декабря 1941 года.

## Состав
- 1050-й стрелковый полк
- 1052-й стрелковый полк
- 1054-й стрелковый полк
- 823-й артиллерийский полк
- 828-й артиллерийский полк
- 337-й отдельный истребительно-противотанковый дивизион
- 582-й отдельный зенитный артиллерийский дивизион
- 356-й разведывательный батальон
- 592-й сапёрный батальон
- 757-й отдельный батальон связи
- 341-й медико-санитарный батальон
- 390-я отдельная рота химзащиты
- 727-й автотранспортный батальон
- 383-й полевой автохлебозавод
- 977-я полевая почтовая станция
- 861-я полевая касса Госбанка

## Подчинение
| Дата       | Фронт              | Армия      | Корпус                |
| ---------- | ------------------ | ---------- | --------------------- |
| 01.08.1941 | Юго-Западный фронт | -          | 7-й стрелковый корпус |
| 01.09.1941 | Юго-Западный фронт | 26-я армия | -                     |

## Командиры
- Соколов Алексей Александрович[10] (июль — сентябрь 1941), полковник.
  - 1050 сп — Лякин Александр Алексеевич (? — 5 сентября 1941), подполковник.

Шубочкин Захар Яковлевич (сентябрь 1941), майор.
- - 1052 сп — Суворов (? — сентябрь 1941), полковник[12].
  - 1054 сп — Литвинов Владимир Иванович (? — осень 1941), подполковник.
  - 823 ап — Васин Михаил Семёнович (? — 27 сентября 1941), майор[13].